# Pristimantis simonsii
Espèce
Synonymes
- Paludicola simonsii Boulenger, 1900
- Phrynopus simonsii (Boulenger, 1900)
- Eleutherodactylus simonsii (Boulenger, 1900)

Statut de conservation UICN

 VU  : Vulnérable
Pristimantis simonsii est une espèce d'amphibiens de la famille des Craugastoridae.

## Répartition
Cette espèce est endémique de la région de Cajamarca au Pérou. Elle se rencontre entre 3 050 et 3 760 m d'altitude dans le nord de la cordillère Occidentale.

## Description
L'holotype mesure 30 mm.

## Étymologie
Cette espèce est nommée en l'honneur de Perry O. Simons (en) (1869–1901).

## Publication originale
- Boulenger, 1900 : Descriptions of new Batrachians and Reptiles collected by Mr. PO Simons in Peru. Annals and Magazine of Natural History, sér. 7, vol. 6, p. 181-186 (texte intégral).